# Recrutamento forçado

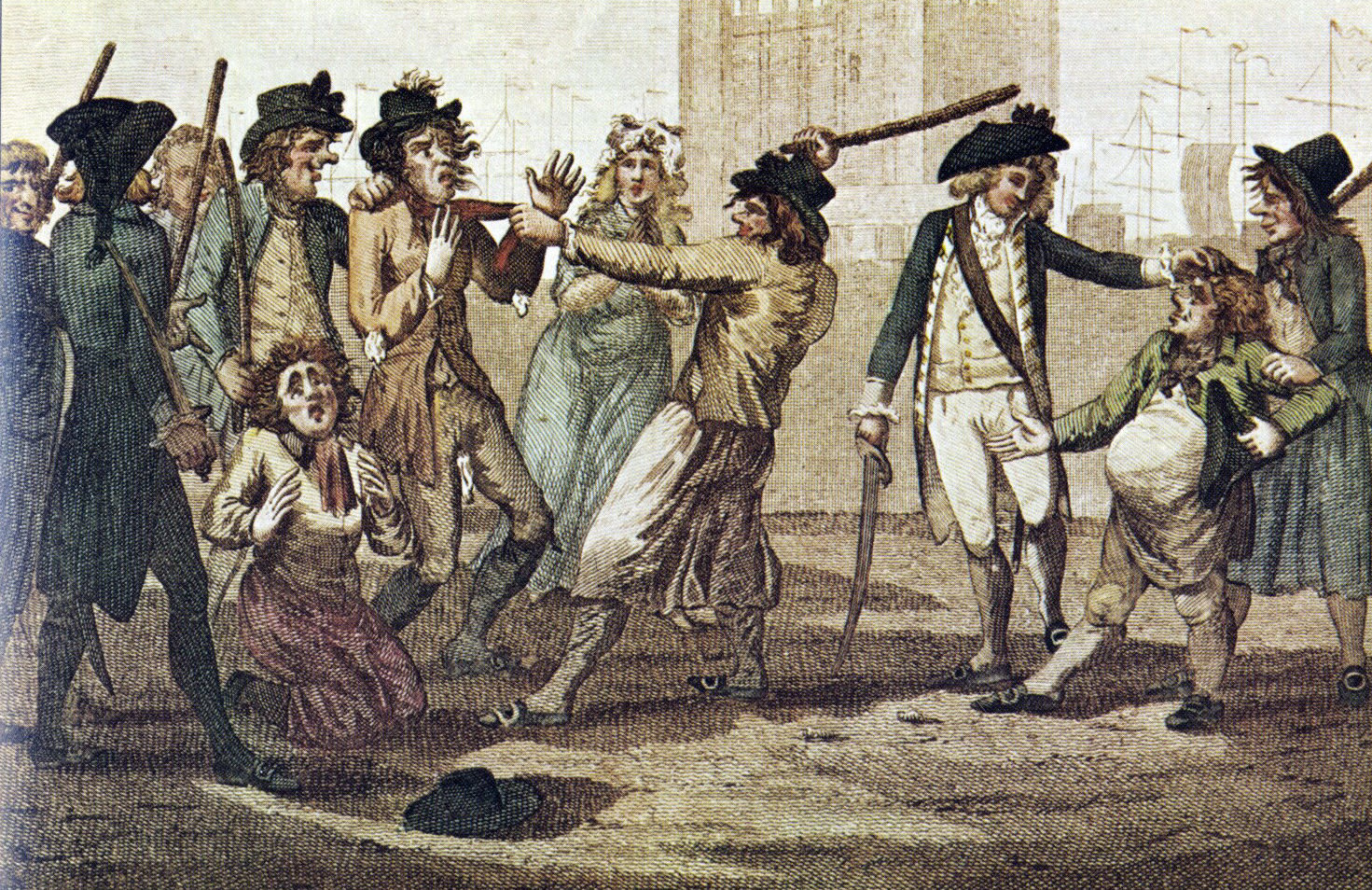
Caricatura britânica da press gang (1780)

O recrutamento forçado é uma forma de recrutamento militar realizada pela polícia ou destacamentos militares (press gangs, no Reino Unido), tipicamente entre homens sem propriedade, incluindo vadios e criminosos. É frequentemente confundida com a conscrição, que é também uma forma coercitiva de recrutamento de mão-de-obra, mas realizada pela convocação regular de adultos capazes alistados. Ao contrário da conscrição, o recrutamento forçado não depende da regulação e do censo demográfico. Era forma comum de serviço militar, juntamente com o voluntariado, até as Guerras Napoleônicas, mas é atualmente praticada em poucos países, como Paraguai e Angola. Sua substituição por uma obrigação legal, teoricamente exigida de todos e não apenas de uma classe desprivilegiada, é considerada uma civilização e legitimação do mecanismo coercitivo, estando ligada à aquisição de direitos pelos súditos.
O recrutamento forçado foi amplamente usado por impérios marítimos como o britânico, onde existiu em terra e na Marinha Real até o século XIX, e a press-gang ocupa espaço na memória popular. O recrutamento forçado no Brasil, também conhecido como “tributo de sangue”, “caçada humana” ou recrutamento “a laço”, era forma de incorporação dos soldados e marinheiros até a implementação da Lei do Sorteio em 1916. Todo o Exército era profissionalizado, e os praças serviam até o fim da carreira. Não havia reserva, e a capacidade de mobilização era pequena. O recrutamento forçado era detestado, mas recaía sobre uma parcela limitada da população e a primeira lei do sorteio, em 1874, não foi aplicada pela resistência popular dos “rasga-listas”.